# Bad Kissingen
Bad Kissingen er en by i den tyske delstat Bayern, i det sydlige Tyskland. Byen har et areal på 69,42 km², og har 21.703 indbyggere (2. jan. 2007). Det er et velkendt kurby. I 2015 blev 1,5 millioner overnatninger tælles med 238.000 besøgende. Byen er berømt for sine mineralske kilder, som blev bevist i 823. Som byen var Kissingen første gang nævnt i 1279. I den tyske krig i 1866, kæmpede preussiske og bayerske tropper mod hinanden i "Slaget ved Bad Kissingen." Blandt spaens mange fremtrædende gæster var også kansler Otto von Bismarck, der besøgte byen flere gange. En af byens seværdigheder er derfor Bismarck Museum. Bad Kissingen er også berømt for sin årlige musikfestival, "Kissinger Sommer".

## Verdensarv fra 2021
Den 24. juli 2021 indskrev UNESCO Bad Kissingen som verdensarv, og byen blev én af de 11 byer i Europas store kurbadesteder.